# Nagina
Nagina es  una ciudad y municipio situado en el distrito de Bijnor en el estado de Uttar Pradesh (India). Su población es de 95246 habitantes (2011). 

## Demografía
Según el  censo de 2011 la población de Nagina era de 95246 habitantes, de los cuales 49890 eran hombres y 45356 eran mujeres. Nagina tiene una tasa media de alfabetización del 60,44%, inferior a la media estatal del 67,68%: la alfabetización masculina es del 63,66%, y la alfabetización femenina del 56,91%.